# Royal Conservatoire of Scotland
Pour les articles homonymes, voir Académie (homonymie) et Académie de musique.
Le Royal Conservatoire of Scotland, ou RCS, est un conservatoire prestigieux situé à Glasgow en Écosse. Anciennement appelée Royal Scottish Academy of Music and Drama (RSAMD), en français Académie royale de musique et d'art dramatique d'Écosse, l'école a été fondée en 1847. Le conservatoire fait partie de l'Association des conservatoires royaux de musique. 

Le directeur actuel est le pianiste et compositeur américain Jeffrey Sharkey. Le mécène est le roi Charles III.

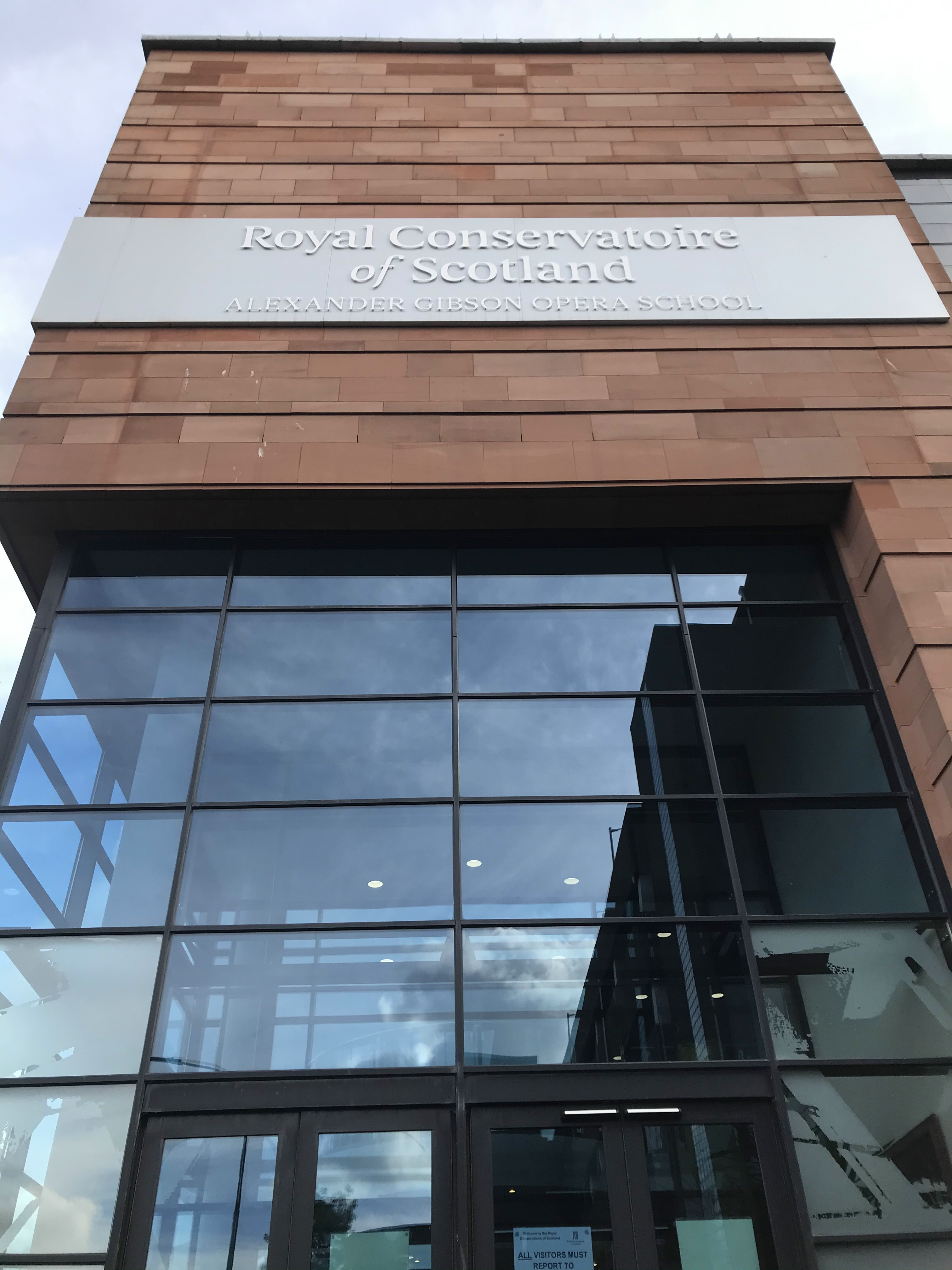
Façade arrière du RCS

## Programmes

### École de musique
- Cuivres
- Musique de chambre
- Composition
- Direction (Masters)
- Éducation (Bachelor, PGDE)
- Guitare et harpe
- Interprétation historiquement informée (Masters)
- Jazz
- Claviers
- Opéra (Masters)
- Accompagnement en Piano
- Piano pour la Danse (Masters)
- Repetiteurship
- Musique écossaise
- Cordes
- Timbales et Percussion
- Musique traditionnelle
- Musique traditionnelle - Cornemuse
- Voix
- Bois

### École de danse, de théâtre, de film et de production
- Théâtre
- Texte Classique et Contemporain (Masters et Master of Fine Arts)
- Théâtre contemporain
- Cinéma
- Performance en Langue des Signes britannique
- Arts de la Production et du Design
- Technologie et gestion de la Production
- Comédie Musicale
- Performance en Comédie Musicale (Masters)
- Direction de Comédie Musicale (Masters)
- Ballet moderne

### Conservatoire Junior
- Conservatoire Junior de Musique
- Conservatoire Junior de Theatre
- Conservatoire Junior de Production
- Conservatoire Junior de Filme
- Conservatoire Junior de Danse

## Classement national et international
Le conservatoire est systématiquement classé parmi les meilleures écoles du monde par Quacquarelli Symonds (QS) dans la catégorie "Arts de la Performance" depuis la création de cette dernière en 2016. Il a figuré dans le top 10 cinq des six dernières années, et a atteint la 3ème place en 2017 et 2021. En 2022, RCS a été classée 5eme école des arts de la performance au monde. Selon le classement 2008/2009 du journal The Guardian, il s'agirait de la meilleure Académie de musique du Royaume-Uni.

## Anciens élèves
| - Alison Balsom - Billy Boyd - Christine Bottomley - Alison Brie - Robert Carlyle - Alan Cumming - Tony Curran - Patrick Doyle (compositeur) - Emma Fielding - Ncuti Gatwa (acteur) | - Jane Haining - John Hannah - Denis Lawson - Jimmy Logan (acteur) - Phyllis Logan - Helen Marnie - James McAvoy - Ian McDiarmid - Neve McIntosh - David McVicar - Colin Morgan - Marina Nadiradze | - Daniela Nardini - Bill Paterson - Ian Richardson - Dawn Steele - David Tennant - Ruby Wax - Greg Wise - Sam Heughan (acteur) |